# Xrdp
Xrdp ist ein Server für das Remote Desktop Protocol (RDP).
Xrdp ist freie Software. Das Projekt wurde Mitte 2004 begonnen. Basierend auf der Arbeit an rdesktop hat es einen funktionellen Terminalserver für Linux zum Ziel.
Die erste öffentliche Version von xrdp gab es Mitte 2005. Das Entwicklungsstadium Beta wurde bislang nicht verlassen. Zwischenzeitlich wurde die Software schon an BSD angepasst.
RDP stellt über Netzwerke hinweg grafische Benutzeroberflächen bereit und nutzt die verfügbare Datenübertragungsrate effizienter als das traditionelle X Window System und das verbreitete VNC.
Xrdp setzt auf einen Server des X Window Systems auf. Die Entwicklung begann mit dem Server Xvnc. Inzwischen gehört mit X11rdp ein eigener Server für das X Window System zu xrdp; außerdem ist ab Version 0.9.1 ein Modul names xorgxrdp verfügbar, das den direkten Zugriff durch Xrdp auf normale X-Server unter Verwendung eines virtuellen Bildschirm-, Maus- und Tastaturtreibers erlaubt.
Ab der Version 0.9.1 unterstützt Xrdp ein breites Spektrum an Features des RDP-Protokolls, darunter RemoteFX, Fastpath, Dateiübertragung, Audioein- und -ausgabe sowie volle Unterstützung für das Teilen der Zwischenablage.